# سهام‌الدین غفاری
امیر سهام‌الدین ذکاءالدوله غفاری (۱۲۶۵ تهران – ۱۳۳۰ تهران) دولتمرد و دیپلمات دوران قاجار و پهلوی بود. 
از خاندان غفاری کاشان و پسر امیر نظام‌الدین مهندس‌الممالک از رجال دانشمند دوره قاجار و دانش‌آموختگان پلی‌تکنیک پاریس بود که به در دوران مظفرالدین شاه و احمد شاه قاجار به وزارت رسید. 
امیر سهام‌الدین در رشته‌های علوم سیاسی و اقتصاد در آلمان درس خواند و پس از استبداد صغیر به ایران بازگشت و در وزارت فوائد عامه مدیر شد و لقب ذکاءالدوله گرفت. ریاست اداره تعلیمات عمومی، ریاست بازرسی، ریاست اداره انطباعات و عضویت شورای عالی معارف سمت‌های بعدی‌اش بود تا اینکه حاکم مازندران شد.
ذکاءالدوله پس از حکومت مازندران، در سال ۱۲۹۷ خورشیدی وزیر مختار ایران در سوییس و نماینده ایران در جامعه ملل شد. پس از بازگشت به ایران رئیس مدرسه صنعتی آلمانی شد که دهها سال بعد به دانشگاه علم و صنعت تبدیل شد و با تأسیس دانشگاه تهران در سال ۱۳۱۳، به تدریس در دانشگاه پرداخت.
غفاری به دلیل سخنان انتقادی در دانشگاه زندانی شد. پس از شهریور ۱۳۲۰ که از زندان آزاد شد از سرپاس مختاری و شماری از مسئولان شهربانی شکایت کرد و آن‌ها را به محاکمه کشاند. مدتی به ریاست اداره کل انتشارات و تبلیغات منصوب شد  تا اینکه در ۲۸ بهمن ۱۳۲۴ در کابینه قوام‌السلطنه به عنوان وزیر پست و تلگراف به مجلس معرفی شد.
مدت وزارت عفاری چند ماه بیشتر به طول نینجامید و جای خود را به دکتر منوچر اقبال داد و به ریاست شرکت بیمه ایران رسید. در سال ۱۳۳۰ در زمان نخست‌وزیری دکتر مصدق حکم استانداری فارس برایش صادر شد اما پیش از آنکه راهی شیراز شود، درگذشت.